# Ulica Stanisława Staszica w Katowicach
Ulica Stanisława Staszica w Katowicach − jedna z ulic w katowickiej dzielnicy Zawodzie. Ulica rozpoczyna swój bieg przy Zespole Szkół nr 1, biegnie około stu dwudziestu sześciu metrów do skrzyżowania z ulicą 1 Maja.

## Opis

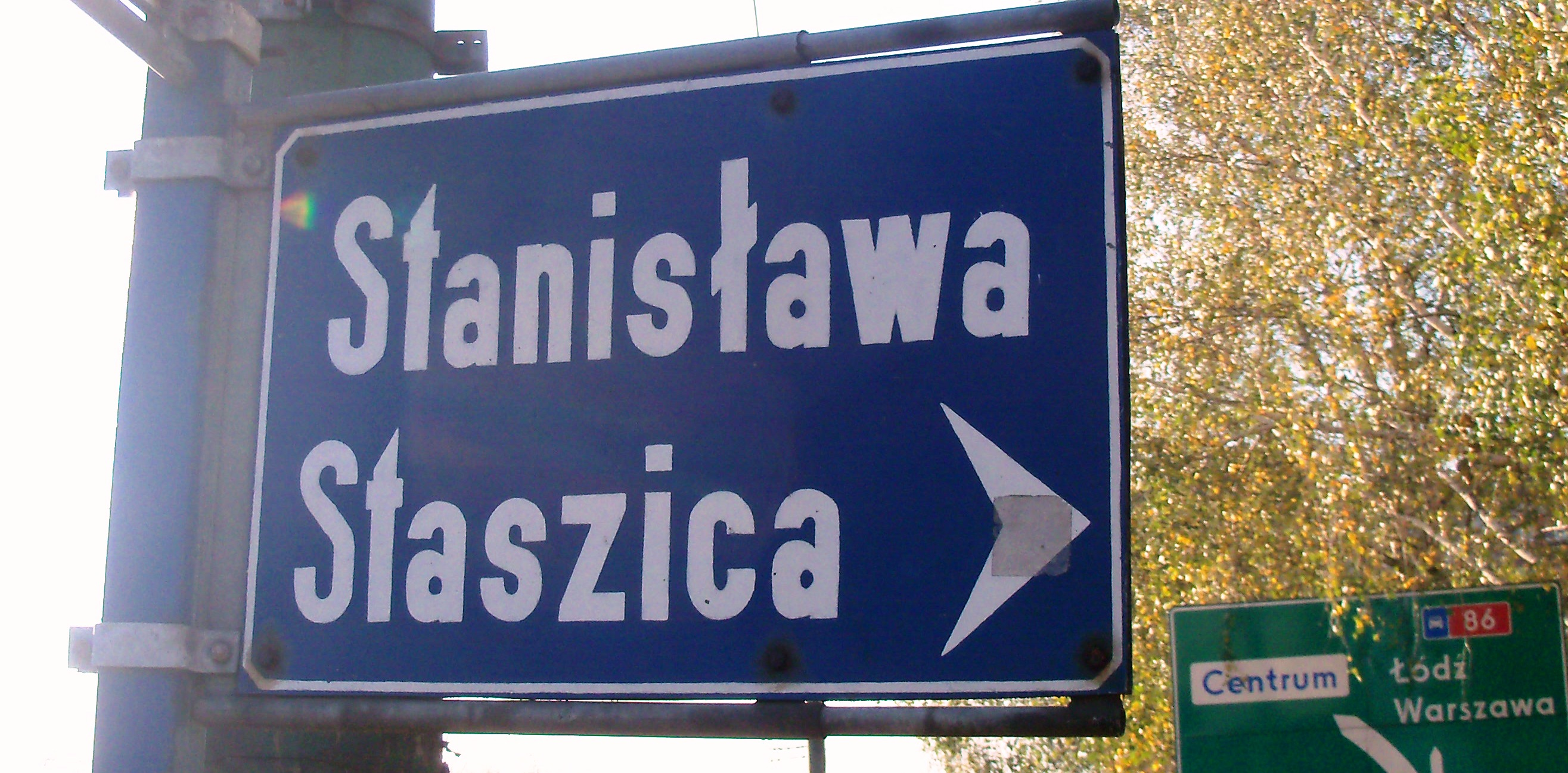
ul. Stanisława Staszica - tabliczka

Przy ulicy Stanisława Staszica 2 znajduje się zabytkowy zespół budynków szkoły i przedszkola, wpisany do rejestru zabytków 30 grudnia 1994 (nr rej.: A/1567/94, A/526/2019). Zespół został wzniesiony w latach 1899-1908 w stylu neogotyckim.
W dwudziestoleciu międzywojennym XX w. pod numerem 3 funkcjonowało przedszkole prywatne Deutscher Schulverein (stowarzyszenia szkolnego Niemców), a pod numerem 2 − koedukacyjna Szkoła Powszechna nr 16 im. Króla Jana III Sobieskiego.
Przy ulicy Stanisława Staszica swoją siedzibę mają: Zespół Szkół nr 1 im. generała Jerzego Zietka (Gimnazjum nr 12, II Liceum Profilowane, Technikum Uzupełniające nr 4, Technikum Uzupełniające nr 8 dla Dorosłych, Zasadnicza Szkoła Zawodowa nr 20 dla Dorosłych, Zasadnicza Szkoła Zawodowa nr 9), biura wyceny nieruchomości.
W okresie Rzeszy Niemieckiej (do 1922) i w latach niemieckiej okupacji Polski (1939−1945) ulica nosiła nazwę Wittekstraße.